# Praha Masarykovo nádraží

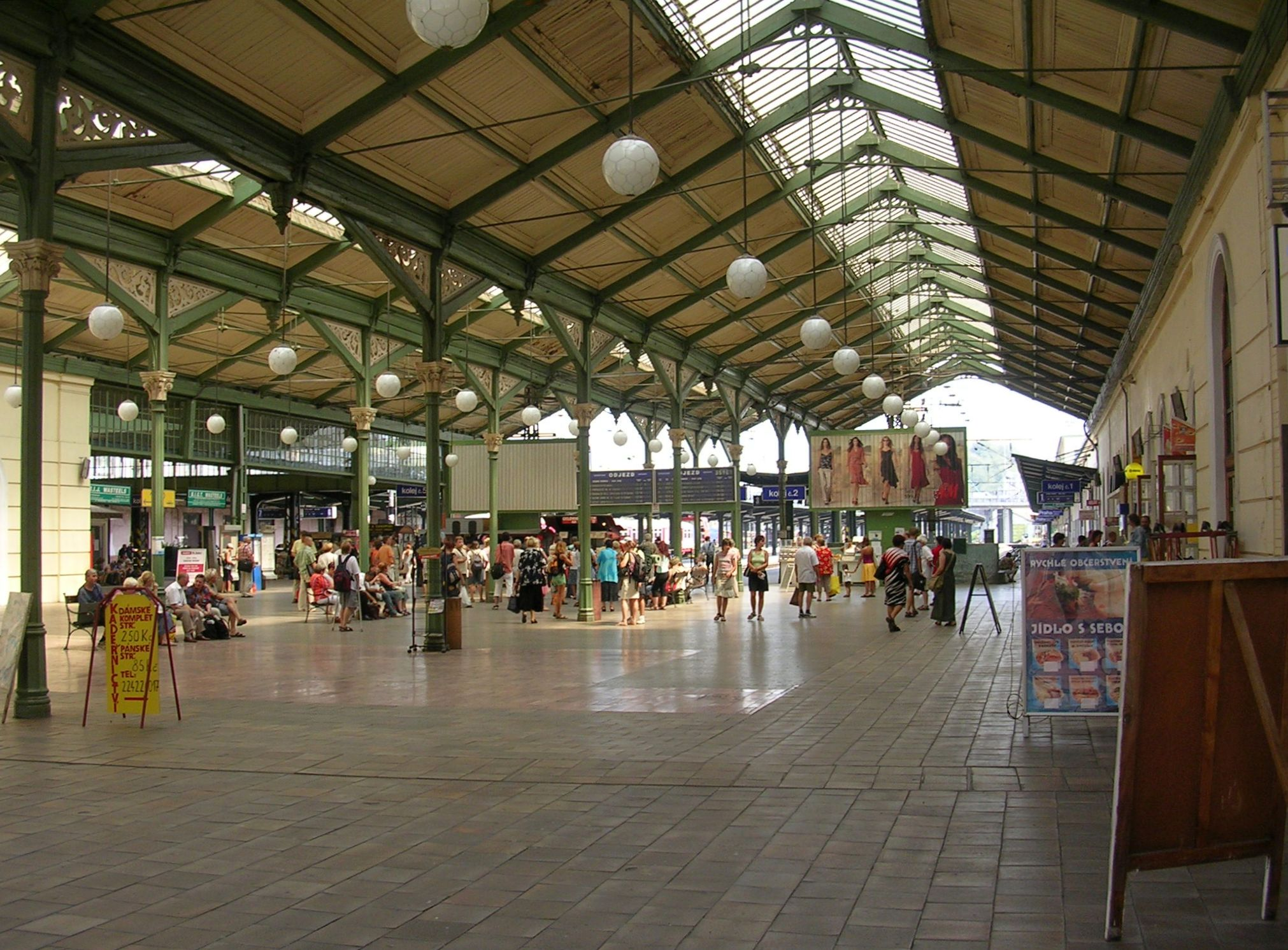
De stationshal

Het Praha Masarykovo nádraží (Nederlands: Praag Masaryk-station, vaak afgekort tot Praha Masaryk.n.) is een belangrijk spoorwegstation in de Tsjechische hoofdstad Praag. Het station werd gebouwd in de jaren 1844/1845. Tegenwoordig is het het enige kopstation van Praag en ligt het net ten noorden van het hoofdstation. Het Masaryk-station ligt op korte afstand van het Náměstí Republiky (Plein van de Republiek), en dus ook vlak bij het metrostation Náměstí Republiky.
Anno 2008 zijn er plannen voor het slopen van het station. Het gemeentebestuur heeft op de locatie van het Masaryk-station plannen voor nieuwe straten, kantoren, winkels en hotels. Het oude stationsgebouw zou dan een winkelcentrum worden. Als de plannen worden uitgevoerd zullen de meeste treinen die nu stoppen bij het station worden omgeleid naar het hoofdstation.

## Naam
Na de bouw heeft Praha Masarykovo nádraží vele verschillende namen gehad. Tegenwoordig draagt het station voor de derde maal de naam van de eerste president van Tsjechoslowakije, Tomáš Masaryk. De namen die het station gehad heeft zijn:
- 1845 - 1862: Praha (Praag)
- 1862 - 1919: Praha státní nádraží (Praag staatsstation)
- 1919 - 1940: Praha Masarykovo nádraží (Masaryk-station)
- 1940 - 1945: Praha Hybernské nádraží / Prag Hibernerbahnhof
- 1945 - 1952: Praha Masarykovo nádraží (Masaryk-station)
- 1953 - 1990: Praha střed (Praag centrum)
- 1990 - heden: Praha Masarykovo nádraží (Masaryk-station)

## Treinverkeer
Vanaf het Praha Masarykovo nádraží vertrekken treinen in vier richtingen:
- lijn 011: Praag - Kolín (verder naar Pardubice)
- lijn 091: Praag - Kralupy nad Vltavou (verder naar Ústí nad Labem)
- lijn 120: Praag - Kladno - Žatec - Chomutov
- lijn 231: Praag - Nymburk - Kolín